# Lista misji NASA

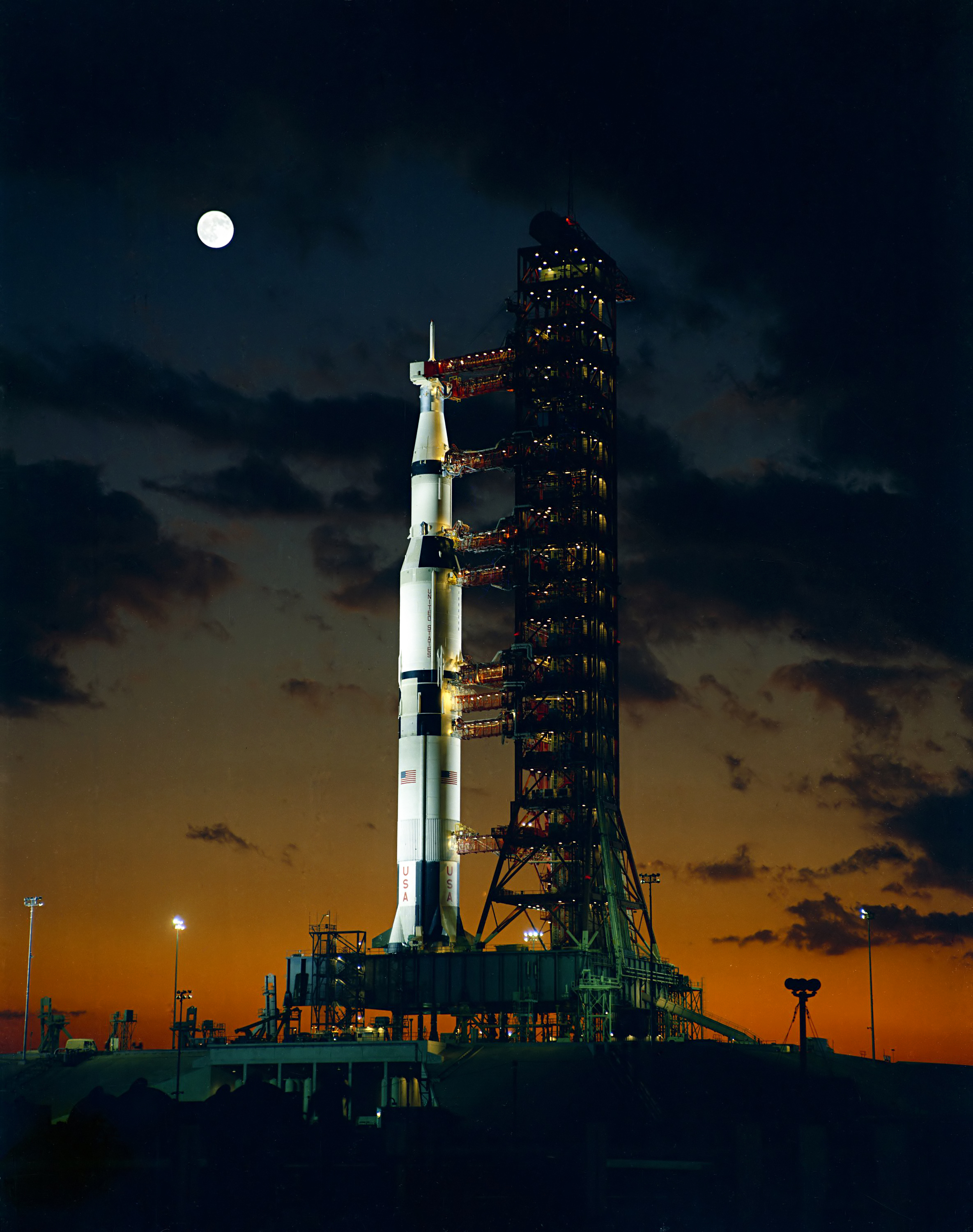
Widok o wczesnym poranku 9 listopada 1967 na wyrzutnię A kompleksu nr 39 na terenie Kennedy Space Center, ukazujący Apollo 4 umieszczonego na rakiecie Saturn V (statek kosmiczny 017/rakieta Saturn 501) przed startem, który miał miejsce tego samego dnia. Był to pierwszy start rakiety Saturn V. Jest to początek jednego z najważniejszych programów NASA, jakie do tej pory miały miejsce.

NASA, od kiedy powstała w 1958, podjęła się wielu załogowych i bezzałogowych misji kosmicznych.

## Załogowe loty kosmiczne
NASA ukończyła z powodzeniem wiele załogowych misji kosmicznych. Część zakończyła się niepowodzeniem, a nawet śmiercią załogi – były to Apollo 1 w 1967, STS-51-L (katastrofa promu Challenger) w 1986 i STS-107 (katastrofa promu Columbia) w 2003.
Poniżej znajduje się lista programów załogowych lotów kosmicznych NASA.
| Program                           | Data rozpoczęcia | Data zakończenia | Liczba startów misji załogowych | Opis |
| --------------------------------- | ---------------- | ---------------- | ------------------------------- | --- |
| Program Mercury                   | 1959             | 1963             | 6                               | Pierwszy amerykański program załogowy. |
| Program Gemini                    | 1963             | 1966             | 10                              | Program służył do przetestowania sposobów dokowania i systemu aktywności pozapojazdowej.                                                              |
| Program Apollo                    | 1961             | 1975             | 11                              | Program wyniósł pierwszego człowieka na Księżyc. |
| Skylab                            | 1973             | 1979             | 3                               | Pierwsza amerykańska stacja kosmiczna. Misje załogowe na tę stację miały miejsce tylko w latach 1973 i 1974.                                          |
| Sojuz-Apollo                      | 1975             | 1975             | 1                               | Połączenie na orbicie z radzieckim statkiem Sojuz. |
| Space Transportation System (STS) | 1972             | 2011             | 135                             | Pierwszy program, w którym statki kosmiczne zaczęły być używane wielokrotnie, a nie tak jak wcześniej, jednorazowo. 21 lipca 2011 zakończono program. |
| Program Shuttle-Mir               | 1995             | 1998             | 9                               | We współpracy z Rosją. Misje wahadłowców na stację Mir.                                                                                               |
| Międzynarodowa Stacja Kosmiczna   | 1998             | trwa             | 19                              | Razem z Rosją, Kanadą, ESA i JAXA oraz kooperacją Włoch i Brazylii. Międzynarodowa Stacja Kosmiczna zostanie zdeorbitowana prawdopodobnie w 2022 r.   |
| Program Constellation             | anulowany        | anulowany        | 0                               | Program, który miał w niedalekiej przyszłości po raz kolejny wynieść człowieka na Księżyc.                                                            |
| Program Artemis                   | 2017             | trwa             | 2 (planowane)                   | Program powrotu ludzi na Księżyc. |

1. ↑  Misja Apollo 1 nie odbyła się z powodu pożaru, jaki miał miejsce przy testowaniu jednostki. W jego wyniku wszyscy trzej astronauci zginęli na miejscu.
2. ↑  Misje Shuttle-Mir były również misjami wahadłowców NASA i w tabeli wliczone są także do programu „STS”.
3. ↑  Misje na ISS były również misjami wahadłowców NASA i w tabeli wliczone są także do programu „STS”.

## Bezzałogowe loty kosmiczne

### Misje księżycowe
- Program Ranger
  - Ranger 1
  - Ranger 2
  - Ranger 3
  - Ranger 4
  - Ranger 5
  - Ranger 6
  - Ranger 7
  - Ranger 8
  - Ranger 9
- Program Surveyor
  - Surveyor 1
  - Surveyor 2
  - Surveyor 3
  - Surveyor 4
  - Surveyor 5
  - Surveyor 6
  - Surveyor 7

- Program Orbitera Księżycowego
  - Lunar Orbiter 1
  - Lunar Orbiter 2
  - Lunar Orbiter 3
  - Lunar Orbiter 4
  - Lunar Orbiter 5
- Program Pioneer
  - Pioneer 0 (niepowodzenie)
  - Pioneer 1 (niepowodzenie)
  - Pioneer 2 (niepowodzenie)
  - Pioneer P-1 (niepowodzenie)
  - Pioneer P-3 (niepowodzenie)
  - Pioneer P-30 (niepowodzenie)
  - Pioneer P-31 (niepowodzenie)
  - Pioneer 3 (niepowodzenie)
  - Pioneer 4 (częściowy sukces)

- Explorer 35
- Explorer 49
- Clementine
- Lunar Prospector
- Moon Mineralogy Mapper (spektrometr do tworzenia map mineralogicznych, zainstalowany na sondzie Chandrayaan-1 indyjskiej agencji ISRO)
- Lunar Precursor Robotic Program (LPRP)
  - Lunar Reconaissence Orbiter
  - Lunar Crater Observation and Sensing Satellite (LCROSS)
- Gravity Recovery and Interior Laboratory (GRAIL)
- LADEE

### Misje międzyplanetarne

#### Misje do Merkurego
- Mariner 10
- MESSENGER

#### Misje do Wenus
- Program Mariner
  - Mariner 1
  - Mariner 2
  - Mariner 5
  - Mariner 10
- Program Pioneer
  - Pioneer 12
  - Pioneer 13
- Magellan

#### Misje do Marsa
- Program Mariner
  - Mariner 4
  - Mariner 6 i 7
  - Mariner 8
  - Mariner 9
- Program Viking
  - Viking 1
  - Viking 2
- Mars Exploration Rover
  - Opportunity
  - Spirit
- Mars Science Laboratory
  - Curiosity Rover
- Mars Pathfinder
  - Sojourner
  - Lądownik Mars Pathfinder
- Mars Observer (misja nieudana, utrata łączności z sondą)
- Mars Climate Orbiter (misja nieudana, utrata łączności z sondą)
- Mars Polar Lander (misja nieudana, utrata łączności z sondą)
- Mars Global Surveyor
- 2001 Mars Odyssey
- Mars Reconnaissance Orbiter
- InSight
- Mars Scout Program
  - Mars Scout 3(misja w fazie koncepcyjnej, termin startu nieustalony)[1]
  - Phoenix
  - Mars Atmosphere and Volatile Evolution (MAVEN)
- Mars 2020
  - Łazik Perseverance
  - Dron Ingenuity
- Mars Sample Return (współpraca z ESA) (planowany na 2020–2022)

#### Misje do Jowisza
- Program Pioneer
  - Pioneer 10
  - Pioneer 11
- Program Voyager
  - Voyager 1
  - Voyager 2
- Galileo
- Program New Frontiers
  - New Horizons (przelot obok Jowisza w 2007 r. w drodze do Plutona)
  - Juno

#### Misje do Saturna
- Program Pioneer
  - Pioneer 11
- Program Voyager
  - Voyager 1
  - Voyager 2
- Cassini-Huygens (razem z ESA)
- Dragonfly (samodzielny dron badający Tytana, planowany start: 2026 rok)

#### Misje do Urana
- Program Voyager
  - Voyager 2

#### Misje do Neptuna
- Program Voyager
  - Voyager 2

#### Misje do Plutona
- Program New Frontiers
  - New Horizons

#### Misje do wielu planet
- Pioneer 11 – Jowisz i Saturn
- Mariner 10 – Wenus i Merkury
- Voyager 1 – Jowisz i Saturn
- Voyager 2 – Jowisz, Saturn, Uran i Neptun

### Misje doplanetoid/komet
- International Cometary Explorer ICE (we współpracy z ESA, misja do komety 21P/Giacobini-Zinner)
- NEAR Shoemaker (misja do planetoidy (433) Eros i do (253) Mathilde)
- Deep Space 1 (misja do planetoidy (9969) Braille i komety 19P/Borrelly)
- Stardust (misja do komet 9P/Tempel i 81P/Wild)
- CONTOUR (misja nieudana)
- Deep Impact (misja do komet 9P/Tempel i 103P/Hartley)
- Dawn (misja do Westy i Ceres)
- Program New Frontiers:
  - OSIRIS-REx (misja do (101955) Bennu i (99942) Apophis)
  - New Horizons (misja do Plutona i (486958) Arrokoth)
- DART (do Dimorphosa, satelity planetoidy (65803) Didymos)

### Misje wielozadaniowe
- Program Pioneer – Wiatr słoneczny, pole magnetyczne Słońca oraz promieniowanie kosmiczne
  - Pioneer 6
  - Pioneer 7
  - Pioneer 8
  - Pioneer 9

### ObserwacjeSłońca
- Solar Maximum Mission
- SOHO – współpraca z ESA
- Ulysses – współpraca z ESA
- STEREO
- Solar Dynamics Observatory
- Parker Solar Probe

### Satelity Ziemi

#### Obserwacje Ziemi
- Lista ziemskich satelitów obserwacyjnych[2]
- Explorer 1
- Program Vanguard
- Glory (misja nieudana)
- Landsat[3]
- MODIS[4]
- MISR[5]
- Orbiting Carbon Observatory (misja nieudana)
- Orbiting Carbon Observatory 2 (OCO-2, wystartował w 2014)[6]
- SeaWiFS Ocean color[7]
- Upper Atmosphere Research Satellite
- THEMIS
- Thermosphere Ionosphere Mesosphere Energetics and Dynamics – TIMED

#### Teleskopy kosmiczne
- Kosmiczny Teleskop Hubble’a – we współpracy z ESA
- Compton Gamma Ray Observatory
- Obserwatorium Chandra
- Kosmiczny Teleskop Spitzera (oficjalnie pod nazwą ang. Space Infrared Telescope Facility, SIRTF)
- Cosmic Background Explorer (COBE)
- Far Ultraviolet Spectroscopic Explorer (FUSE)
- Infrared Astronomical Satellite (IRAS)
- Wilkinson Microwave Anisotropy Probe (WMAP)
- Uhuru
- 1st High Energy Astrophysics Observatory (HEAO 1)
- Obserwatorium Einstein (HEAO-2)
- Kosmiczny Teleskop Keplera
- Kosmiczny Teleskop Jamesa Webba – we współpracy z ESA
- TESS

## Misje anulowane

### Anulowane misje doplanet/planetoid
- Mars Telecommunications Orbiter (MTO) (zastąpiony przez Mars Reconnaissance Orbiter)
- Astrobiology Field Laboratory (na Marsa)
- JIMO
- CRAF
- Neptune Orbiter[8]
- Pluto Kuiper Express (zastąpiony przez New Horizons)
- AIDA (rozdzielono amerykańską misję DART i europejską misję Hera)